# الغواصة الألمانية يو-33 (أس183)
يو-33 (أس183) هي غواصة من تايب 212إيه خدمت في البحرية الألمانية. تم وضعها في 30 أبريل 2001 بواسطة أتش دي دبليو في كيل، تم إطلاقها في سبتمبر 2004 وتم تشغيلها في 13 يونيو 2006.

## سجل الخدمة
تعد و-33 حاليًا جزءًا من سرب الغواصات الأول، ومقرها إكرنفورده. كانت المهمة الأولى للغواصة هي المشاركة في عملية Active Endeavour في عام 2007. 